# NHL Entry Draft 2011

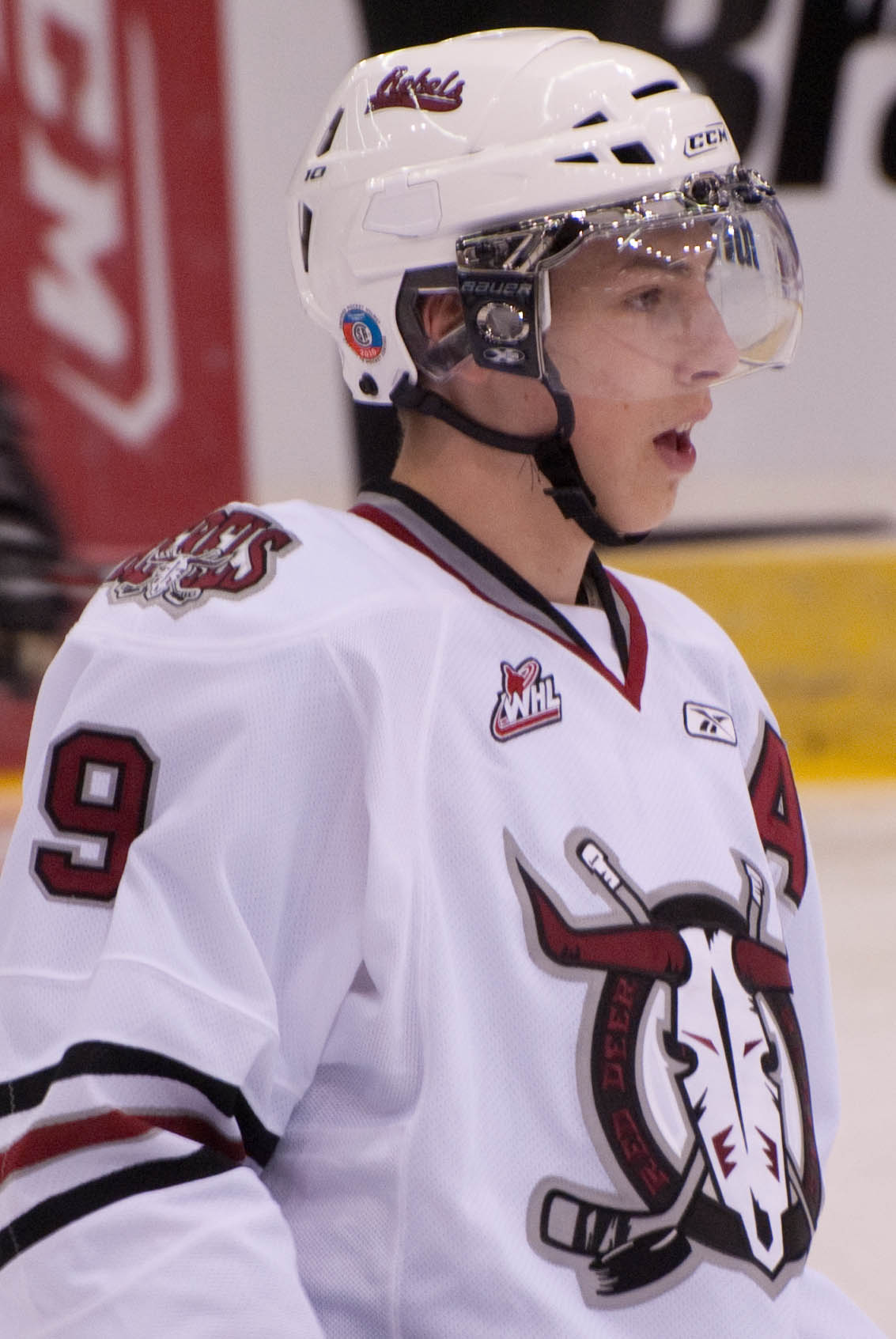
Ryan Nugent-Hopkins został wybrany jako pierwszy w drafcie 2011.

NHL Entry Draft 2011 – 49. draft w historii. Odbył się w dniach 24–25 czerwca w Xcel Energy Center w amerykańskim mieście Saint Paul, stolicy stanu Minnesota. Drużyny z NHL mogły wybierać zawodników, którzy urodzili się pomiędzy 1 stycznia 1991 a 14 września 1993 roku. Edmonton Oilers, którzy zakończyli poprzedni sezon na ostatnim miejscu jako pierwsi wybrali zawodnika do swojego zespołu.
Jest to pierwszy draft w stanie Minnesota od 1989 roku, kiedy to gospodarzem imprezy było miasto Bloomington w hali Met Center.
Łącznie wybrano 211 zawodników w 7 rundach. Z pierwszym numerem wydraftowany został występujący na pozycji centra - Kanadyjczyk Ryan Nugent-Hopkins. Jako drugi wybrany został szwedzki skrzydłowy Gabriel Landeskog, który przeszedł do Colorado Avalanche. Trzecim zawodnikiem draftu był kanadyjski center Jonathan Huberdeau, który przeszedł do Florida Panthers.

## Ranking skautów
Według rankingu stworzonego w maju 2011 przez International Scouting Services największe szanse na pierwszy numer w drafcie miał wśród zawodników z Ameryki Północnej Ryan Nugent-Hopkins, zaś z Europy - Szwed Adam Larsson.
| Ranking | Hokeiści                |
| ------- | ----------------------- |
| 1       | Ryan Nugent-Hopkins (C) |
| 2       | Adam Larsson (D)        |
| 3       | Sean Couturier (C)      |
| 4       | Gabriel Landeskog (RW)  |
| 5       | Dougie Hamilton (D)     |
| 6       | Mika Zibanejad (C)      |
| 7       | Jonathan Huberdeau (C)  |
| 8       | Ryan Murphy (D)         |
| 9       | Ryan Strome (C)         |
| 10      | Oscar Klefbom (D)       |

## Draft 2011

### Runda 1
| #  | Zawodnik                   | Drużyna NHL                            | Klub macierzysty                       |
| -- | -------------------------- | -------------------------------------- | -------------------------------------- |
| 1  | Ryan Nugent-Hopkins (C)    | Edmonton Oilers                        | Red Deer Rebels (WHL)                  |
| 2  | Gabriel Landeskog (RW)     | Colorado Avalanche                     | Kitchener Rangers (OHL)                |
| 3  | Jonathan Huberdeau (C)     | Florida Panthers                       | Saint John Sea Dogs (QMJHL)            |
| 4  | Adam Larsson (D)           | New Jersey Devils                      | Skellefteå AIK (Elitserien)            |
| 5  | Ryan Strome (C)            | New York Islanders                     | Niagara IceDogs (OHL)                  |
| 6  | Mika Zibanejad (C)         | Ottawa Senators                        | Djurgårdens IF (Elitserien)            |
| 7  | Mark Scheifele (C)         | Winnipeg Jets                          | Barrie Colts (OHL)                     |
| 8  | Sean Couturier (C)         | Philadelphia Flyers (z Columbus)1      | Drummondville Voltigeurs (QMJHL)       |
| 9  | Dougie Hamilton (D)        | Boston Bruins (z Toronto)2             | Niagara IceDogs (OHL)                  |
| 10 | Jonas Brodin (D)           | Minnesota Wild                         | Färjestad BK (Elitserien)              |
| 11 | Duncan Siemens (D)         | Colorado Avalanche (z St. Louis)3      | Saskatoon Blades (WHL)                 |
| 12 | Ryan Murphy (D)            | Carolina Hurricanes                    | Kitchener Rangers (OHL)                |
| 13 | Sven Bärtschi (LW)         | Calgary Flames                         | Portland Winterhawks (WHL)             |
| 14 | Jamie Oleksiak (D)         | Dallas Stars                           | Northeastern Huskies (NCAA)            |
| 15 | J.T. Miller (LW)           | New York Rangers                       | US NTDP (USHL)                         |
| 16 | Joel Armia (RW)            | Buffalo Sabres                         | Porin Ässät (SM-liiga)                 |
| 17 | Nathan Beaulieu (D)        | Montreal Canadiens                     | Saint John Sea Dogs (QMJHL)            |
| 18 | Mark McNeill (C)           | Chicago Blackhawks                     | Prince Albert Raiders (WHL)            |
| 19 | Oscar Klefbom (D)          | Edmonton Oilers (z Los Angeles)4       | Färjestad BK (Elitserien)              |
| 20 | Connor Murphy (D)          | Phoenix Coyotes                        | US NTDP (USHL)                         |
| 21 | Stefan Noesen (RW)         | Ottawa Senators (z Nashville)5         | Plymouth Whalers (OHL)                 |
| 22 | Tyler Biggs (RW)           | Toronto Maple Leafs (z Anaheim)6       | US NTDP (USHL)                         |
| 23 | Joe Morrow (D)             | Pittsburgh Penguins                    | Portland Winterhawks (WHL)             |
| 24 | Matthew Puempel (LW)       | Ottawa Senators (z Detroit)7           | Peterborough Petes (OHL)               |
| 25 | Stuart Percy (D)           | Toronto Maple Leafs (z Philadelphia)8  | Mississauga St. Michael’s Majors (OHL) |
| 26 | Phillip Danault (LW)       | Chicago Blackhawks (z Washington)9     | Victoriaville Tigres (QMJHL)           |
| 27 | Władisław Namiestnikow (C) | Tampa Bay Lightning                    | London Knights (OHL)                   |
| 28 | Zack Phillips (C)          | Minnesota Wild (z San Jose)10          | Saint John Sea Dogs (QMJHL)            |
| 29 | Nicklas Jensen (LW)        | Vancouver Canucks                      | Oshawa Generals (OHL)                  |
| 30 | Rickard Rakell (RW)        | Anaheim Ducks (z Boston via Toronto)11 | Plymouth Whalers (OHL)                 |

#### Adnotacje do rundy 1
1.* Philadelphia Flyers uzyskało miejsce w pierwszej rundzie draftu w wyniku wymiany z dnia 23 września 2011 roku. Rezultatem tej wymiany były przenosiny Jeffa Cartera do Columbus Blue Jackets w zamian za wybór drużyny z Columbus w pierwszej i trzeciej rundzie draftu 2011 oraz zawodnika Jakuba Voraczka.
2.* Boston Bruins uzyskało miejsce w pierwszej rundzie draftu w wyniku wymiany z dnia 18 września 2009 roku. Rezultatem tej wymiany były przenosiny Phila Kessela do Toronto Maple Leafs w zamian za wybór drużyny z Bostonu w pierwszej rundzie draftów 2010 i 2011.
3.* Colorado Avalanche uzyskało miejsce w pierwszej rundzie draftu w wyniku wymiany z dnia 19 lutego 2011 roku. Rezultatem tej wymiany były przenosiny Kevina Shattenkirka i Chrisa Stewarta do St. Louis Blues w zamian za wybór drużyny z Denver w pierwszej rundzie draftu 2011 oraz zawodników Erika Johnsona i Jaya McClementa. Gdyby St. Louis w wyniku loterii draftu awansowało do pierwszej dziesiątki draftu umowa między ww. drużynami zostałaby negocjowana o wybór w drugiej rundzie draftu w 2012 roku.
4.* Edmonton Oilers uzyskało miejsce w pierwszej rundzie draftu w wyniku wymiany z dnia 28 lutego 2011 roku. Rezultatem tej wymiany były przenosiny Dustina Pennera do Los Angeles Kings. Warunkowy jest dodatkowy wybór drużyny z Edmonton w drugiej lub trzeciej rundzie draftu 2012 oraz zawodnika Coltena Teuberta.
5.* Ottawa Senators uzyskało miejsce w pierwszej rundzie draftu w wyniku wymiany z dnia 10 lutego 2011 roku. Rezultatem tej wymiany były przenosiny Mike’a Fishera do Nashville Predators. Warunkowy był dodatkowy wybór drużyny z Ottawy w trzeciej rundzie draftu 2012, jeżeli Nashville zwyciężyłoby jedną serię w playoff sezonu 2010/11.
6.* Toronto Maple Leafs uzyskało miejsce w pierwszej rundzie draftu wobec drużyny Anaheim Ducks w wyniku wymiany z dnia 24 czerwca 2011 roku. Rezultatem tej wymiany był wybór w pierwszej rundzie (30. miejsce) oraz w drugiej rundzie draftu 2011 (39. miejsce).
7.* Ottawa Senators uzyskało miejsce w pierwszej rundzie draftu wobec drużyny Detroit Red Wings w wyniku wymiany z dnia 24 czerwca 2011 roku. Rezultatem tej wymiany był wybór w drugiej rundzie (35. i 48. miejsce) draftu 2011.
8.* Toronto Maple Leafs uzyskało miejsce w pierwszej rundzie draftu w wyniku wymiany z dnia 14 lutego 2011 roku. Rezultatem tej wymiany były przenosiny Krisa Versteega do Philadelphia Flyers oraz wybór w trzeciej rundzie draftu 2011.
9.* Chicago Blackhawks uzyskało miejsce w pierwszej rundzie draftu w wyniku wymiany z dnia 24 czerwca 2011 roku. Rezultatem tej wymiany były przenosiny Troya Brouwera do Washington Capitals oraz wybór w trzeciej rundzie draftu 2011.
10.* Minnesota Wild uzyskało miejsce w pierwszej rundzie draftu w wyniku wymiany z dnia 24 czerwca 2011 roku. Rezultatem tej wymiany były przenosiny Brenta Burnsa do San Jose Sharks w zamian za wybór drużyny z San Jose w drugiej rundzie draftu 2012 oraz zawodników Devina Setoguchi i Charliego Coyla.
11.* Anaheim Ducks uzyskało miejsce w pierwszej rundzie draftu wobec drużyny Toronto Maple Leafs w wyniku wymiany z dnia 24 czerwca 2011 roku. Rezultatem tej wymiany był wybór w pierwszej rundzie (22. miejsce) oraz w drugiej rundzie draftu 2011 (39. miejsce).
12.* Toronto Maple Leafs uzyskało miejsce w pierwszej rundzie draftu w wyniku wymiany z dnia 14 lutego 2011 roku. Rezultatem tej wymiany były przenosiny Tomáša Kaberle do Boston Bruins w zamian za wybór drużyny z Toronto w pierwszej rundzie draftu 2011 oraz Joego Colborne'a.

### Runda 2
| #  | Zawodnik                      | Drużyna NHL                                                | Klub macierzysty                    |
| -- | ----------------------------- | ---------------------------------------------------------- | ----------------------------------- |
| 31 | David Musil (D)               | Edmonton Oilers                                            | Vancouver Giants (WHL)              |
| 32 | Ty Rattie (RW)                | St. Louis Blues (z Colorado)1                              | Portland Winterhawks (WHL)          |
| 33 | Rocco Grimaldi (C)            | Florida Panthers                                           | US NTDP (USHL)                      |
| 34 | Scott Mayfield (D)            | New York Islanders                                         | Youngstown Phantoms (USHL)          |
| 35 | Tomáš Jurčo (RW)              | Detroit Red Wings (z Ottawy)2                              | Saint John Sea Dogs (QMJHL)         |
| 36 | Adam Clendening (D)           | Chicago Blackhawks (z Winnipeg)3                           | Boston University (Hockey East)     |
| 37 | Boone Jenner (C)              | Columbus Blue Jackets                                      | Oshawa Generals (OHL)               |
| 38 | Magnus Hellberg (G)           | Nashville Predators (z New Jersey)4                        | Almtuna IS (HockeyAllsvenskan)      |
| 39 | John Gibson (G)               | Anaheim Ducks (z Toronto)5                                 | US NTDP (USHL)                      |
| 40 | Aleksander Chochłaczow (C/LW) | Boston Bruins (z Minnesoty)6                               | Windsor Spitfires (OHL)             |
| 41 | Dmitri Jaškin (RW)            | St. Louis Blues                                            | HC Slavia Praha (Czech Extraliga)   |
| 42 | Victor Rask (C)               | Carolina Hurricanes                                        | Leksands IF (SWE Jrs.)              |
| 43 | Brandon Saad (LW)             | Chicago Blackhawks (z Calgary via Toronto)7                | Saginaw Spirit (OHL)                |
| 44 | Brett Ritchie (RW)            | Dallas Stars                                               | Sarnia Sting (OHL)                  |
| 45 | Markus Granlund (C)           | Calgary Flames (z NY Rangers)8                             | HIFK (SM-liiga)                     |
| 46 | Joel Edmundson (D)            | St. Louis Blues (z Buffalo)9                               | Moose Jaw Warriors (WHL)            |
| 47 | Matt Nieto (LW)               | San Jose Sharks (z Montreal via Florida)10                 | Boston University (Hockey East)     |
| 48 | Xavier Ouellet (D)            | Detroit Red Wings (z Chicago via Ottawa)11                 | Montreal Junior Hockey Club (QMJHL) |
| 49 | Christopher Gibson (G)        | Los Angeles Kings                                          | Chicoutimi Sagueneens (QMJHL)       |
| 50 | Johan Sundström (C)           | New York Islanders (z Montreal)12                          | Frolunda HC (SEL)                   |
| 51 | Alexander Ruuttu (C)          | Phoenix Coyotes                                            | Jokerit (SM-liiga)                  |
| 52 | Miikka Salomäki (RW)          | Nashville Predators                                        | Karpat (SM-liiga)                   |
| 53 | William Karlsson (C)          | Anaheim Ducks                                              | VIK Vasteras HK (SWE Jrs.)          |
| 54 | Scott Harrington (D)          | Pittsburgh Penguins                                        | London Knights (OHL)                |
| 55 | Ryan Sproul (D)               | Detroit Red Wings                                          | Sault Ste. Marie Greyhounds (OHL)   |
| 56 | Lucas Lessio (LW)             | Phoenix Coyotes (z Filadelfii)13                           | Oshawa Generals (OHL)               |
| 57 | Tyler Wotherspoon (D)         | Calgary Flames (z Waszyngtonu via Carolina i NY Rangers)14 | Portland Winterhawks (WHL)          |
| 58 | Nikita Kuczerow (W)           | Tampa Bay Lightning                                        | CSKA Moskwa (KHL)                   |
| 59 | Rasmus Bengtsson (D)          | Florida Panthers (z San Jose)15                            | Rogle BK (SWE Jrs.)                 |
| 60 | Mario Lucia (LW)              | Minnesota Wild (z Vancouver)16                             | Wayzata High School (USHS–MN)       |
| 61 | Shane Prince (C)              | Ottawa Senators (z Bostonu)17                              | Ottawa 67’s (OHL)                   |

### Runda 3
| #  | Zawodnik               | Drużyna NHL                                       | Klub macierzysty                       |
| -- | ---------------------- | ------------------------------------------------- | -------------------------------------- |
| 62 | Samu Perhonen (G)      | Edmonton Oilers                                   | Jyp Jr. (FIN Jr.)                      |
| 63 | Andriej Piedan (D)     | New York Islanders (z Colorado)1                  | Guelph Storm (OHL)                     |
| 64 | Vincent Trocheck (C)   | Florida Panthers                                  | Saginaw Spirit (OHL)                   |
| 65 | Joseph Cramarossa (C)  | Anaheim Ducks (z NY Islanders)2                   | Mississauga St. Michael’s Majors (OHL) |
| 66 | T.J. Tynan (C)         | Columbus Blue Jackets (z Ottawy)3                 | Notre Dame Fighting Irish (CCHA)       |
| 67 | Adam Lowry (LW)        | Winnipeg Jets                                     | Swift Current Broncos (WHL)            |
| 68 | Nick Cousins (C)       | Philadelphia Flyers (z Columbus)4                 | Sault Ste. Marie Greyhounds (OHL)      |
| 69 | Rezygnacja z wyboru5   | New Jersey Devils                                 |                                        |
| 70 | Michael Paliotta (D)   | Chicago Blackhawks (z Toronto)6                   | US NTDP (USHL)                         |
| 71 | David Honzik (G)       | Vancouver Canucks (z Minnesoty)7                  | Victoriaville Tigres (QMJHL)           |
| 72 | Steven Fogarty (C)     | New York Rangers (z St. Louis)8                   | Edina High School (USHS–MN)            |
| 73 | Keegan Lowe (D)        | Carolina Hurricanes                               | Edmonton Oil Kings (WHL)               |
| 74 | Travis Ewanyk (LW)     | Edmonton Oilers (z Calgary)9                      | Edmonton Oil Kings (WHL)               |
| 75 | Blake Coleman (C)      | New Jersey Devils (z Dallas)10                    | Indiana Ice (USHL)                     |
| 76 | Logan Shaw (RW)        | Florida Panthers (z NY Rangers)11                 | Cape Breton Screaming Eagles (QMJHL)   |
| 77 | Daniel Catenacci (C)   | Buffalo Sabres                                    | Sault Ste. Marie Greyhounds (OHL)      |
| 78 | Brennan Serville (D)   | Winnipeg Jets (z Montreal)12                      | Stouffville Spirit (OJHL)              |
| 79 | Klas Dahlbeck (D)      | Chicago Blackhawks                                | Linkopings HC (SEL)                    |
| 80 | Andy Andreoff (C)      | Los Angeles Kings                                 | Oshawa Generals (OHL)                  |
| 81 | Anthony Camara (LW)    | Boston Bruins (z Phoenix)13                       | Saginaw Spirit (OHL)                   |
| 82 | Nick Shore (C)         | Los Angeles Kings (z Nashville)14                 | University of Denver (WCHA)            |
| 83 | Andy Welinski (D)      | Anaheim Ducks                                     | Green Bay Gamblers (USHL)              |
| 84 | Harrison Ruopp (D)     | Phoenix Coyotes (z Pittsburgh via Philadelphia)15 | Prince Albert Raiders (WHL)            |
| 85 | Alan Quine (C)         | Detroit Red Wings                                 | Peterborough Petes (OHL)               |
| 86 | Josh Leivo (LW)        | Toronto Maple Leafs (z Filadelfii)16              | Sudbury Wolves (OHL)                   |
| 87 | Jonathan Racine (D)    | Florida Panthers (z Waszyngtonu)17                | Shawinigan Cataractes (QMJHL)          |
| 88 | Jordan Binnington (G)  | St. Louis Blues (z Tampa Bay)18                   | Owen Sound Attack (OHL)                |
| 89 | Justin Sefton (D)      | San Jose Sharks                                   | Sudbury Wolves (OHL)                   |
| 90 | Alexandre Grenier (RW) | Vancouver Canucks                                 | Halifax Mooseheads (QMJHL)             |
| 91 | Kyle Rau (C)           | Florida Panthers (z Bostonu)19                    | Eden Prairie High School (USHS–MN)     |

### Runda 4
| #   | Zawodnik                | Drużyna NHL                                   | Klub macierzysty                         |
| --- | ----------------------- | --------------------------------------------- | ---------------------------------------- |
| 92  | Dillon Simpson (D)      | Edmonton Oilers                               | University of North Dakota (WCHA)        |
| 93  | Joachim Nermark (C)     | Colorado Avalanche                            | Linkopings HC (SEL)                      |
| 94  | Josh Shalla (LW)        | Nashville Predators (z Florida)1              | Saginaw Spirit (OHL)                     |
| 95  | Robbie Russo (D)        | New York Islanders                            | US NTDP (USHL)                           |
| 96  | Jean-Gabriel Pageau (C) | Ottawa Senators                               | Gatineau Olympiques (QMJHL)              |
| 97  | Josiah Didier (D)       | Montreal Canadiens (z Winnipeg)2              | Cedar Rapids RoughRiders (USHL)          |
| 98  | Mike Reilly (D)         | Columbus Blue Jackets                         | Shattuck-Saint Mary’s (Midget Major AAA) |
| 99  | Reid Boucher (C)        | New Jersey Devils                             | US NTDP (USHL)                           |
| 100 | Tom Nilsson (D)         | Toronto Maple Leafs                           | Mora IK (SWE Jrs.)                       |
| 101 | Joseph LaBate (C)       | Vancouver Canucks (z Minnesoty)3              | Academy of Holy Angels (USHS–MN)         |
| 102 | Yannick Veilleux (LW)   | St. Louis Blues                               | Shawinigan Cataractes (QMJHL)            |
| 103 | Grégory Hofmann (C)     | Carolina Hurricanes                           | HC Ambri-Piotta (NLA)                    |
| 104 | Johnny Gaudreau (LW)    | Calgary Flames                                | Dubuque Fighting Saints (USHL)           |
| 105 | Emil Molin (C)          | Dallas Stars                                  | Brynas IF Jr. (J20 Superelit)            |
| 106 | Michael St. Croix (C)   | New York Rangers                              | Edmonton Oil Kings (WHL)                 |
| 107 | Colin Jacobs (C)        | Buffalo Sabres                                | Seattle Thunderbirds (WHL)               |
| 108 | Oliver Archambault (LW) | Montreal Canadiens (z Montreal via Winnipeg)4 | Val-d’Or Foreurs (QMJHL)                 |
| 109 | Maksim Szałunow (RW)    | Chicago Blackhawks                            | Traktor Czelabińsk (KHL)                 |
| 110 | Michael Mersch (LW)     | Los Angeles Kings                             | University of Wisconsin (WCHA)           |
| 111 | Kale Kessy (LW)         | Phoenix Coyotes                               | Medicine Hat Tigers (WHL)                |
| 112 | Garrett Noonan (D)      | Nashville Predators                           | Boston University (Hockey East)          |
| 113 | Magnus Nygren (D)       | Montreal Canadiens (z Anaheim)5               | Farjestad BK (SEL)                       |
| 114 | Tobias Rieder (C)       | Edmonton Oilers (z Pittsburgh)6               | Kitchener Rangers (OHL)                  |
| 115 | Marek Tvrdoň (RW)       | Detroit Red Wings                             | Vancouver Giants (WHL)                   |
| 116 | Colin Suellentrop (D)   | Philadelphia Flyers                           | Oshawa Generals (OHL)                    |
| 117 | Steffen Søberg (G)      | Washington Capitals                           | Manglerud Star (NOR-GET-ligaen)          |
| 118 | Marcel Noebels (LW)     | Philadelphia Flyers (z Tampa Bay)7            | Seattle Thunderbirds (WHL)               |
| 119 | Zachary Yuen (D)        | Winnipeg Jets (z San Jose)8                   | Tri-City Americans (WHL)                 |
| 120 | Ludwig Blomstrand (LW)  | Vancouver Canucks                             | Djurgardens IF Jr. (SWE Jrs.)            |
| 121 | Brian Ferlin (RW)       | Boston Bruins                                 | Indiana Ice (USHL)                       |

### Runda 5
| #   | Zawodnik                | Drużyna NHL                                          | Klub macierzysty                        |
| --- | ----------------------- | ---------------------------------------------------- | --------------------------------------- |
| 122 | Martin Gernát (D)       | Edmonton Oilers                                      | HC Koszyce                              |
| 123 | Garrett Meurs (C)       | Colorado Avalanche                                   | Plymouth Whalers (OHL)                  |
| 124 | Jarosław Kosow (F)      | Florida Panthers                                     | Mietałłurg Magnitogorsk (KHL)           |
| 125 | John Persson (LW)       | New York Islanders                                   | Red Deer Rebels (WHL)                   |
| 126 | Fredrik Claesson (D)    | Ottawa Senators                                      | Djurgardens IF (SEL)                    |
| 127 | Brenden Kichton (D)     | New York Islanders (z Winnipeg)1                     | Spokane Chiefs (WHL)                    |
| 128 | Seth Ambroz (RW)        | Columbus Blue Jackets                                | Omaha Lancers (USHL)                    |
| 129 | Blake Pietila (LW)      | New Jersey Devils                                    | US NTDP (USHL)                          |
| 130 | Tony Cameranesi (C)     | Toronto Maple Leafs                                  | Wayzata High School (USHS–MN)           |
| 131 | Nick Seeler (D)         | Minnesota Wild                                       | Eden Prairie High School (USHS–MN)      |
| 132 | Niklas Lundström (G)    | St. Louis Blues                                      | AIK IF (SEL)                            |
| 133 | Sean Kuraly (C)         | San Jose Sharks (z Carolina via Florida i Winnipeg)2 | Indiana Ice (USHL)                      |
| 134 | Shane McColgan (RW)     | New York Rangers (z Calgary)3                        | Kelowna Rockets (WHL)                   |
| 135 | Troy Vance (D)          | Dallas Stars                                         | Victoriaville Tigres (QMJHL)            |
| 136 | Samuel Noreau (D)       | New York Rangers                                     | Baie-Comeau Drakkar (QMJHL)             |
| 137 | Alex Lepkowski (D)      | Buffalo Sabres                                       | Barrie Colts (OHL)                      |
| 138 | Darren Dietz (D)        | Montreal Canadiens                                   | Saskatoon Blades (WHL)                  |
| 139 | Andrew Shaw (C)         | Chicago Blackhawks                                   | Owen Sound Attack (OHL)                 |
| 140 | Joel Lowry (LW)         | Los Angeles Kings                                    | Victoria Grizzlies (BCHL)               |
| 141 | Darian Dziurzynski (LW) | Phoenix Coyotes                                      | Saskatoon Blades (WHL)                  |
| 142 | Simon Karlsson (D)      | Nashville Predators                                  | Malmo Redhawks (SWE Jrs.)               |
| 143 | Max Friberg (LW)        | Anaheim Ducks                                        | Skovde IK (SWE Tier III)                |
| 144 | Dominik Uher (C)        | Pittsburgh Penguins                                  | Spokane Chiefs (WHL)                    |
| 145 | Philippe Hudon (C/RW)   | Detroit Red Wings                                    | Choate Rosemary Hall (USHS–CT)          |
| 146 | Mattias Bäckman (D)     | Detroit Red Wings (z Filadelfii)4                    | Linkopings HC (SEL)                     |
| 147 | Patrick Koudys (D)      | Washington Capitals                                  | Rensselaer Polytechnic Institute (ECAC) |
| 148 | Nikita Niestierow (D)   | Tampa Bay Lightning                                  | Belye Medvedi (RUS-MHL)                 |
| 149 | Austen Brassard (RW)    | Winnipeg Jets (z San Jose)5                          | Belleville Bulls (OHL)                  |
| 150 | Frank Corrado (D)       | Vancouver Canucks                                    | Sudbury Wolves (OHL)                    |
| 151 | Rob O'Gara (D)          | Boston Bruins                                        | Milton Academy (USHS-MA)                |

### Runda 6
| #   | Zawodnik               | Drużyna NHL                              | Klub macierzysty                        |
| --- | ---------------------- | ---------------------------------------- | --------------------------------------- |
| 152 | David Broll (LW)       | Toronto Maple Leafs (z Edmonton)1        | Sault Ste. Marie Greyhounds (OHL)       |
| 153 | Gabriel Beaupré (D)    | Colorado Avalanche                       | Val-d’Or Foreurs (QMJHL)                |
| 154 | Edward Wittchow (D)    | Florida Panthers                         | Burnsville High School (USHS–MN)        |
| 155 | Andrew Fritsch (RW)    | Phoenix Coyotes (z NY Islanders)2        | Owen Sound Attack (OHL)                 |
| 156 | Darren Kramer (C)      | Ottawa Senators                          | Spokane Chiefs (WHL)                    |
| 157 | Jason Kasdorf (G)      | Winnipeg Jets                            | Portage Terriers (MJHL)                 |
| 158 | Lukáš Sedlák (C)       | Columbus Blue Jackets                    | HC Czeskie Budziejowice Jr. (Czech Jr.) |
| 159 | Reece Scarlett (D)     | New Jersey Devils                        | Swift Current Broncos (WHL)             |
| 160 | Josh Manson (D)        | Anaheim Ducks (z Toronto)3               | Salmon Arm Silverbacks (BCHL)           |
| 161 | Stephen Michalek (G)   | Minnesota Wild                           | Loomis Chaffee School (USHS–CT)         |
| 162 | Ryan Tesink (C)        | St. Louis Blues                          | Saint John Sea Dogs (QMJHL)             |
| 163 | Matt Mahalak (G)       | Carolina Hurricanes                      | Plymouth Whalers (OHL)                  |
| 164 | Laurent Brossoit (G)   | Calgary Flames                           | Edmonton Oil Kings (WHL)                |
| 165 | Matěj Stránský (RW)    | Dallas Stars                             | Saskatoon Blades (WHL)                  |
| 166 | Daniił Sobczenko (C)   | San Jose Sharks (z NY Rangers)4          | Łokomotiw Jarosław (KHL)                |
| 167 | Nathan Lieuwen (G)     | Buffalo Sabres                           | Kootenay Ice (WHL)                      |
| 168 | Daniel Přibyl (C)      | Montreal Canadiens                       | HC Sparta Praga Jr. (Czech Jr.)         |
| 169 | Sam Jardine (D)        | Chicago Blackhawks                       | Camrose Kodiaks (AJHL)                  |
| 170 | Chase Balisy (C)       | Nashville Predators (z Los Angeles)5     | Western Michigan University (CCHA)      |
| 171 | Max McCormick (LW)     | Ottawa Senators (z Phoenix via Anaheim)6 | Sioux City Musketeers (USHL)            |
| 172 | Peter Čerešňák (D)     | New York Rangers (z Nashville)7          | HK Dukla Trenczyn                       |
| 173 | Dennis Robertson (D)   | Toronto Maple Leafs (z Anaheim)8         | Brown University (ECAC)                 |
| 174 | Josh Archibald (W)     | Pittsburgh Penguins                      | Brainerd High School (USHS–MN)          |
| 175 | Richard Nedomlel (D)   | Detroit Red Wings                        | Swift Current Broncos (WHL)             |
| 176 | Petr Placák (RW)       | Philadelphia Flyers                      | Hotchkiss School (USHS-CT)              |
| 177 | Travis Boyd (C)        | Washington Capitals                      | US NTDP (USHL)                          |
| 178 | Adam Wilcox (G)        | Tampa Bay Lightning                      | Green Bay Gamblers (USHL)               |
| 179 | Dylan DeMelo (D)       | San Jose Sharks                          | Mississauga St. Michael’s Majors (OHL)  |
| 180 | Pathrik Vesterholm (C) | Vancouver Canucks                        | Malmo Redhawks (SWE Jrs.)               |
| 181 | Lars Volden (G)        | Boston Bruins                            | Blues Jr. (FIN Jr.)                     |

### Runda 7
| #   | Zawodnik                | Drużyna NHL                               | Klub macierzysty                        |
| --- | ----------------------- | ----------------------------------------- | --------------------------------------- |
| 182 | Frans Tuohimaa (G)      | Edmonton Oilers                           | Jokerit Jr. (FIN Jr.)                   |
| 183 | Dillon Donnelly (D)     | Colorado Avalanche                        | Shawinigan Cataractes (QMJHL)           |
| 184 | Iiro Pakarinen (RW)     | Florida Panthers                          | KalPa (SM-liiga)                        |
| 185 | Mitchell Theoret (C)    | New York Islanders                        | Niagara IceDogs (OHL)                   |
| 186 | Jordan Fransoo (D)      | Ottawa Senators                           | Brandon Wheat Kings (WHL)               |
| 187 | Aaron Harstad (D)       | Winnipeg Jets                             | Green Bay Gamblers (USHL)               |
| 188 | Anton Forsberg (G)      | Columbus Blue Jackets                     | Modo Hockey Jr. (SWE Jrs.)              |
| 189 | Patrick Daly (D)        | New Jersey Devils                         | Benilde-St. Margaret's School (USHS–MN) |
| 190 | Garret Sparks (G)       | Toronto Maple Leafs                       | Guelph Storm (OHL)                      |
| 191 | Tyler Graovac (C)       | Minnesota Wild                            | Ottawa 67’s (OHL)                       |
| 192 | Teemu Eronen (D)        | St. Louis Blues                           | Jokerit (SM-liiga)                      |
| 193 | Brody Sutter (C)        | Carolina Hurricanes                       | Lethbridge Hurricanes (WHL)             |
| 194 | Colin Blackwell (C)     | San Jose Sharks (z Calgary via Winnipeg)1 | St. John’s Prep (USHS–MA)               |
| 195 | Jyrki Jokipakka (D)     | Dallas Stars                              | Kärpät (SM-liiga)                       |
| 196 | Zac Larraza (LW)        | Phoenix Coyotes (z NY Rangers)2           | US NTDP (USHL)                          |
| 197 | Brad Navin (C)          | Buffalo Sabres                            | Waupaca High School (USHS–WI)           |
| 198 | Colin Sullivan (D)      | Montreal Canadiens                        | Avon Old Farms (USHS–CT)                |
| 199 | Alex Broadhurst (C)     | Chicago Blackhawks                        | Green Bay Gamblers (USHL)               |
| 200 | Michael Schumacher (LW) | Los Angeles Kings                         | Frolunda HC Jr. (SWE Jrs.)              |
| 201 | Matthew Peca (C)        | Tampa Bay Lightning (z Phoenix)3          | Pembroke Lumber Kings (CCHL)            |
| 202 | Brent Andrews (LW)      | Nashville Predators                       | Halifax Mooseheads (QMJHL)              |
| 203 | Max Everson (D)         | Toronto Maple Leafs (z Anaheim)4          | Edina High School (USHS–MN)             |
| 204 | Ryan Dzingel (C)        | Ottawa Senators (z Pittsburgh)5           | Lincoln Stars (USHL)                    |
| 205 | Aleksiej Marczenko (D)  | Detroit Red Wings                         | CSKA Moskwa (KHL)                       |
| 206 | Derek Mathers (RW)      | Philadelphia Flyers                       | Peterborough Petes (OHL)                |
| 207 | Garrett Haar (D)        | Washington Capitals                       | Fargo Force (USHL)                      |
| 208 | Ondřej Palát (LW)       | Tampa Bay Lightning                       | Drummondville Voltigeurs (QMJHL)        |
| 209 | Scott Wilson (C)        | Pittsburgh Penguins (z San Jose)6         | Georgetown Raiders (OJHL)               |
| 210 | Henrik Tömmernes (D)    | Vancouver Canucks                         | Frolunda HC (SEL)                       |
| 211 | Johan Mattsson (G)      | Chicago Blackhawks (z Bostonu)7           | Sodertalje SK Jr. (SWE Jrs.)            |

## Zawodnicy draftowani według krajów
| Lp. | Państwo           | Draft | Procent |
|     | Ameryka Północna  | 142   | 67.6%   |
| --- | ----------------- | ----- | ------- |
| 1   | Kanada            | 83    | 39,5%   |
| 2   | Stany Zjednoczone | 59    | 28,1%   |
|     | Europa            | 68    | 32,4%   |
| 3   | Szwecja           | 28    | 13,3%   |
| 4   | Czechy            | 10    | 4,8%    |
| 4   | Finlandia         | 10    | 4,8%    |
| 6   | Rosja             | 9     | 4,3%    |
| 7   | Słowacja          | 4     | 1,9%    |
| 9   | Niemcy            | 2     | 1,0%    |
| 9   | Norwegia          | 2     | 1,0%    |
| 9   | Szwajcaria        | 2     | 1,0%    |
| 11  | Dania             | 1     | 0,5%    |